# 準急列車

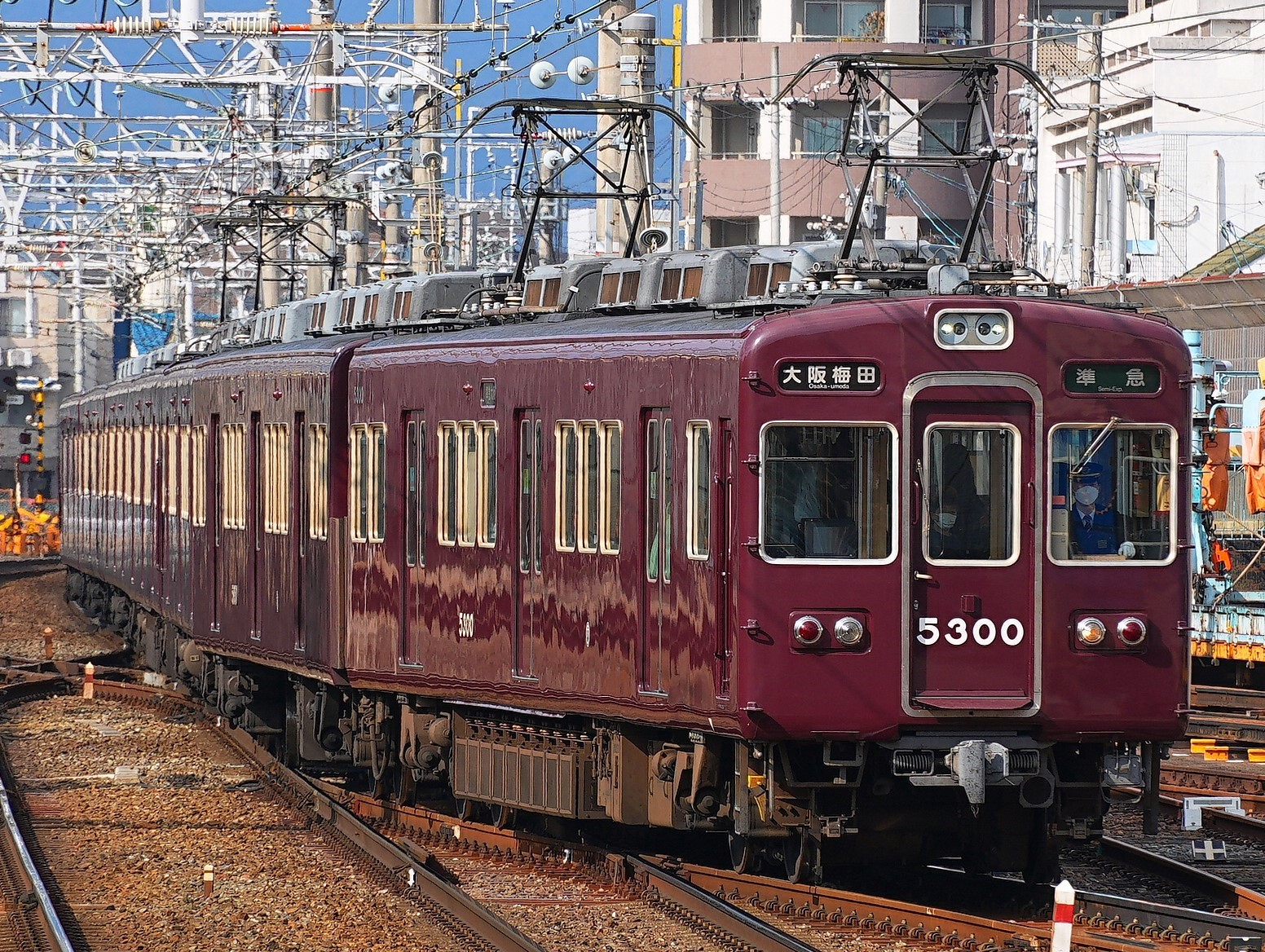
阪急電鉄京都線を走行する5300系の準急

準急列車（じゅんきゅうれっしゃ）は、停車駅が急行列車より多く普通列車より少ない列車のこと。列車種別の一種。準急行列車（じゅんきゅうこうれっしゃ）ともいい、略して準急（じゅんきゅう）という。
英語表記においては、多くの事業者が「Semi Express」および、略語「Semi-Exp.」を充てているが、中には「SUB-EXPRESS（略称「Sub-exp.」）」（京阪電気鉄道） や「LOCAL EXP」など他社とは異なる表記をする事業者もある。
本項では、以下ともに総括して詳述する。
- かつて日本国有鉄道（国鉄）で運行されていた、優等列車（長距離列車）としての準急列車
- 国鉄線内は準急、私鉄線内は特急として運行されていた「特別準急」
- かつて阪和線で運転されていた国鉄の「準急電車」
- 現在私鉄で運行されている、料金不要の優等列車[注釈 1]としての準急
- 鉄道以外の準急

## 日本国有鉄道
国鉄では戦前と戦後の一時期に準急列車が設定されていた。
戦前の列車は運賃のみで乗車できたのに対し、戦後のものは準急料金が徴収されるなど、その性質が異なる。

### 戦前の準急列車
1926年（大正15年）9月に東海道本線の東京駅 - 名古屋駅、名古屋駅 - 神戸駅間に設定された列車が「準急」を名乗ったのが始まりである。この当時は比較的長距離を、運賃以外の料金が不要で急行列車よりやや劣る速度で走る、現在の快速列車に相当するサービス的列車であった。したがって、「準急」は現在の快速列車の当時の呼称ともいえ、一部の地域では同様の列車が既に「快速列車」「快速度列車」とも呼ばれていたとされる。
その後は長 - 短距離で同種の列車が設定された。戦前の黄金期といえる1934年（昭和9年）12月の改正当時の特徴的な列車としては、次のようなものが挙げられる。
- 221・224列車 （東海道本線）東京駅 - 沼津駅間運転。
  - 箱根・伊豆方面の観光客向けの列車で、小田急線などと競合するためか、同区間においては急行列車よりも速く、特急列車並みの速度で走った（特急「踊り子」の歴史も参照）。
- 442・447列車 （山陽本線、東海道本線、草津線、関西本線、参宮線経由）姫路駅 - 鳥羽駅間運転。
  - 関西圏から伊勢神宮参拝へ向かう人のための列車で、1931年（昭和6年）に開業した参宮急行電鉄（参急、現在の近鉄）と競合するため速度も速く（東海道本線内では超特急「燕」並みの速度で運転）、簡易の食堂車も連結されていた（近鉄と競合する国鉄・JR線の優等列車も参照）。
- 801・802列車 （東北本線、日光線・冬季運休）上野駅 - 日光駅間運転。
  - 国際観光地日光への列車。東武鉄道日光線と競合するため高速運転を行い（東北本線内では急行列車より速い速度で運転）、上野駅 - 日光駅間を2時間半で結んだ。食堂車も連結した（国鉄・JR日光線の優等列車も参照）。
- 101・102列車 （東北本線）上野駅 - 青森駅間運転。
  - 北海道連絡の一翼を担う列車で、二等寝台車・食堂車を連結。

翌1935年（昭和10年）12月には、関西本線の湊町駅（現・JR難波駅） - 名古屋駅間を3時間1分で結ぶ列車も設定されている。なお急行「かすが」が2006年の廃止直前時点で名古屋駅 - 奈良駅間を約2時間10分で結んでいたが、天王寺駅方面から奈良駅までを走る快速の所要時間を加味すると、70年前の当時とほとんど変わりがない。
さらに鉄道省では、関東大震災や昭和金融恐慌・世界恐慌などの影響を受けて日本が深刻な不況に陥り、それを受けて利用客の減少に悩まされていたことから、イメージアップと呼び込みを兼ねてシーズンになると観光地へ向けて臨時の準急列車をいくつも走らせた。その中には、当時正式には特急列車にしか付けられていなかった列車愛称を地方局独自でつけていたものもあった。代表的なものに下記がある。
- 漣（さざなみ）・潮（うしお） （前者は房総西線…後の内房線、後者は房総東線…後の外房線経由・夏季運行）両国駅 - 安房鴨川駅間等で運転。
  - 東京から房総半島へ向かう海水浴客向けの列車で、繁忙期にはどちらも日4 - 5往復が設定された。
- 高嶺（たかね） （中央本線、富士山麓電鉄大月線・夏季運行）新宿駅 - 富士吉田駅(現、富士山駅)間運転。
  - 富士山等の登山客向けの列車で、富士山麓電鉄（現・富士急行）へ乗り入れて最繁忙期には日に4本程度が設定された。
- 黒潮号（くろしおごう） （南海本線、阪和電鉄本線…後の阪和線、紀勢西線…後の紀勢本線・下り土曜、上り日曜運行）難波駅・阪和天王寺駅（現、天王寺駅） - 白浜口駅（現、白浜駅）間運転。
  - 関西から南紀白浜温泉へ湯浴みをしに行く客のための列車で、大阪 - 和歌山間で競合路線を有していた南海鉄道（現、南海電気鉄道）と阪和電気鉄道（JR阪和線の当時の運営会社）の両私鉄へそれぞれ国鉄の客車が乗り入れ、東和歌山駅（現・和歌山駅）で両社からの車両を併結・分割する形で運行した。

しかしこれらの列車は、1937年（昭和12年）の日中戦争開戦後、戦時体制が強まるにつれて同年12月15日に廃止された。

### 戦後の準急列車

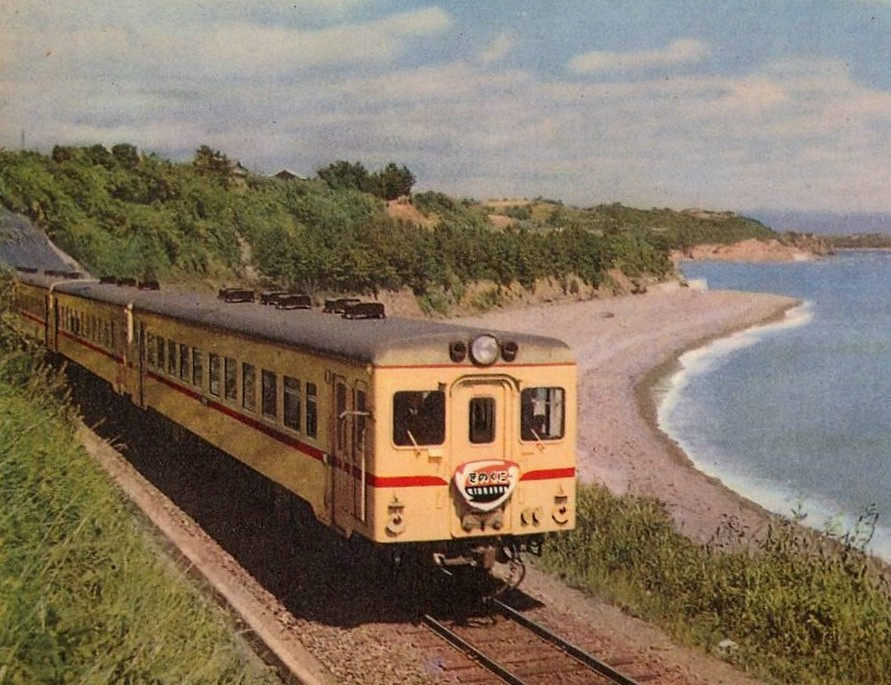
国鉄キハ55系による準急「きのくに」（1960年頃）

戦後1946年（昭和21年）11月、上野駅 - 金沢駅間と上野駅 - 秋田駅間に再び「準急」と名乗る列車が登場した。「急行」として運転するには設備・車両が不十分であるという理由から設定され、この時から「準急料金」というものが定められて「優等列車」となった。しかし当時は運転事情が安定せず、翌1947年（昭和22年）の1月から6月にかけて石炭・車両事情の悪化から一時消滅し、6月から再び中央本線、日豊本線、山陰本線、予讃本線、土讃本線などに設定されている。
その後は比較的近距離（300km未満）の区間に設定され、急行列車の補助としての役割を果たしていくが、昭和30年代には次のような急行を凌ぐ列車も設定されている。
- かすが （関西本線）名古屋駅 - 湊町駅間運転。
  - 1949年（昭和24年）9月に関西本線には3往復の準急列車が設定されるが、その内1往復が1955年（昭和30年）7月に日本初の気動車列車での運用となり、キハ17系気動車の初の2台機関搭載車キハ50形式2両とキハ17形式とキロハ18形式各1両の4両編成による準急列車となる。翌年7月にはキハ17系の2機関搭載車の量産形式のキハ51形式が入線し、キハ17形式とキロハ18形式の転入で、すべての準急列車が気動車に置き換わった。それにより余剰車となるキハ50形式は沼津機関区に転属して、御殿場線での使用となる。1956年（昭和31年）11月当時は、東海道本線の特急が名古屋駅 - 大阪駅間を2時間30分 - 35分、急行が3時間 - 3時間15分で走る中、2時間47分 - 3時間で走破していた。当時は近畿日本鉄道（近鉄）も大阪線と名古屋線の軌間相違から伊勢中川駅での乗り換えを要したため、名阪間の輸送においては最も優位に立っていた。1958年（昭和33年）11月に「かすが」と命名されている。1966年（昭和41年）3月、急行列車に昇格（近鉄と競合する国鉄・JR線の優等列車も参照）。
- 日光 （東北本線、日光線）上野駅 - 日光駅間運転。
  - 1956年（昭和31年）10月に、戦前同様競争状態にあった東武鉄道との対抗馬として、客車列車と同水準の設備を持ったキハ55系気動車を使用し運転を開始する。当初、上野駅 - 日光駅間を2時間で結んだ。東武鉄道の優等列車の始発が浅草駅であるのに対し、国鉄は上野駅でアクセスのよさでは格段の差があり、運賃も安かったこともあって東武鉄道に大きな痛手を負わせる事に成功する。翌1957年（昭和32年）10月には東京駅始発となり、利便が図られた。1959年（昭和34年）9月に宇都宮 - 日光間が電化されたのに伴い、「日光」は特急列車並の設備を持った157系電車に置き換えられた。1966年（昭和41年）3月、急行列車に格上げとなる（国鉄・JR日光線の優等列車も参照）。
- ひかり （鹿児島本線、日豊本線、豊肥本線）博多駅・門司港駅 - 小倉駅 - 大分駅 - 熊本駅間運転。
  - 1958年（昭和33年）4月、博多駅 - 小倉駅 - 別府駅間に気動車（キハ55形）の臨時急行列車として設定。同年8月に運転区間を前述のように拡大した上、定期の準急列車となる。準急といっても気動車であるから、例えば小倉駅 - 大分駅間では「サン・ロク・トオ」と呼ばれた1961年（昭和36年）10月改正当時、急行列車「日向」・「高千穂」などが同区間を約2時間50分で運転していたのに対して、「ひかり」は2時間9分で走破し俊足を見せ付けた。1962年（昭和37年）10月に急行に格上げとなる。この2年後、「ひかり」の愛称名も東海道新幹線の速達列車に使われることになり、「ひまわり」・「くさせんり」へ改称されることになる。

#### 急行の準急への格下げ
なお、急行列車の一部区間のみ「準急」として運行する事例が存在した。この場合の料金は、急行区間のみを利用する場合は急行料金を、準急区間のみを利用する場合は準急料金を、急行区間と準急区間を跨って利用する場合は全乗車区間の営業キロに対応する急行料金をそれぞれ徴収していた。
この初例としては、1949年に函館駅 - 釧路駅間で運行を開始した急行3・4列車であり、函館駅 - 札幌駅間は急行列車として運行し、札幌駅 - 釧路駅間は準急列車として運行していた。なお、この列車は1950年には全区間急行として運行されるようになり、1951年には列車愛称として「まりも」が付与された。
函館本線を運行した急行列車「あかしあ」は当初、函館駅 - 札幌駅間を運行する急行列車として設定されたが、運行区間を旭川駅まで延長した際に従来小樽駅 - 旭川駅間を運行していた準急列車「石狩」のダイヤを踏襲する関係から小樽駅を境に函館駅 - 小樽駅間を急行列車、小樽駅 - 旭川駅間を準急列車の扱いとした。このため、函館駅 - 旭川駅間など小樽駅を通過して乗車する際には「急行・準急券」が発行された。
また、こうした施策は支線直通急行列車に用いられることが多かった。たとえば、中央本線で運行していた急行「天竜」は、中央本線内（新宿 - 辰野間）は急行、飯田線内（辰野 - 天竜峡間）は準急となっていた。また、急行「白馬」は、中央本線・篠ノ井線内（新宿 - 松本間）は急行、大糸線内（松本 - 信濃森上間）は準急となっていた。

#### 車両
準急列車に運用される車両は旧型客車をはじめ、153系電車、157系電車、キハ55系気動車をはじめとする準急形車両で運行されるのが基本であった。新性能電車や気動車は後に急行列車にも進出するようになったことから急行形車両と呼ばれるようになり、キハ58系気動車など、製造時から急行形と呼ばれた車両も充当されることがあった。中にはキハ10系気動車やキハ20系気動車、80系電車などの一般形車両が使われることもあった。

### 準急列車の廃止とその後
1966年（昭和41年）3月に、準急行券の販売を営業キロ100kmまでに制限し、その額をその距離の急行料金と同額にした。また、準急行券での急行の利用（100km以下の利用）、急行券での準急の利用を、それぞれ可能とした。これにより100kmを超えて走行する準急はすべて急行列車となった。
そして、「ヨン・サン・トオ改正」と称される1968年（昭和43年）10月のダイヤ改正で、残った準急列車も全て急行列車に統合され、これをもって国鉄の準急列車は消滅した。準急という列車種別は消滅したものの、かつての国鉄の準急列車の多くは、JRの特急列車のネットワークに形を変え、あるものは新幹線の各駅停車列車（「こだま」・「なすの」など）に形を変えて現在に引き継がれている。
国鉄分割民営化以後も、準急は急行料金が必要な種別であるため、JRグループにおいては準急の種別は全く使用されていない。

## 特別準急

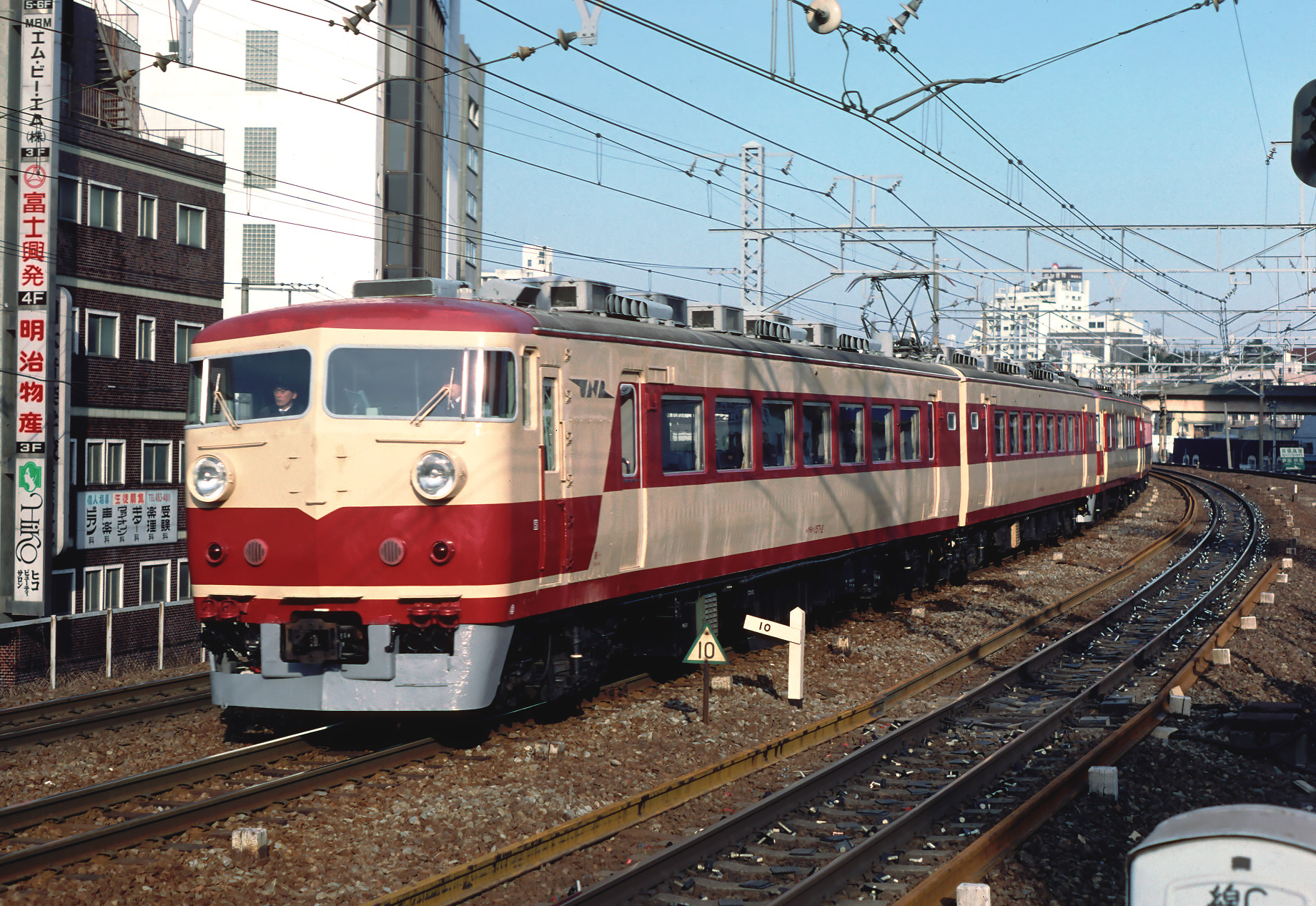
157系
（準急時代は塗装色が異なる）

列車種別としての特別準急
かつて存在した列車種別として「特別準急」がある。これは、国鉄乗り入れの際に準急として運行されるが、自社線内は特急扱いで運行された列車のことで、以下の会社・路線・列車で使用されていた。
- 小田急電鉄小田原線:「銀嶺」（ぎんれい）・「芙蓉」（ふよう）・「朝霧」・「長尾」

特別準急と同種の運行形態を取っていた列車
なお、かつては名古屋鉄道や南海電気鉄道においても、国鉄に乗り入れて国鉄線内で準急列車として運転される有料の気動車列車が存在したが、そこでも自社線内では「特急」として運転された。ちなみに小田急とは異なり、自社線内では旅客案内上も名鉄では「座席指定特急」、南海では「特急」であった。
列車種別以外での用法
国鉄準急のうち、157系電車を使用したものがこのように称されたこともあった。これについての詳細は国鉄157系電車の項を参照のこと。

## 国鉄の「準急電車」
国鉄では、準急料金が不要である準急電車の設定も阪和線で実施していた時期もあった。
準急料金が必要な「準急列車」と区別するため、準急料金が不要な阪和線準急は「準急電車」と案内されていた。車両は現在の近郊形電車や通勤形電車に相当するものが使用されていた。現在の「区間快速」に相当する。詳細は阪和線を参照。
また、1950年（昭和25年）には80系電車を使用して、準急料金を徴収する電車準急が東京駅 - 伊東駅間において運行を開始したが、通勤形電車などを使用した料金不要の「急行電車」「準急電車」と区別するため、そちらの方は「湘南準急」と呼んでいた。詳細は「踊り子 (列車)」を参照。

## 私鉄・地下鉄

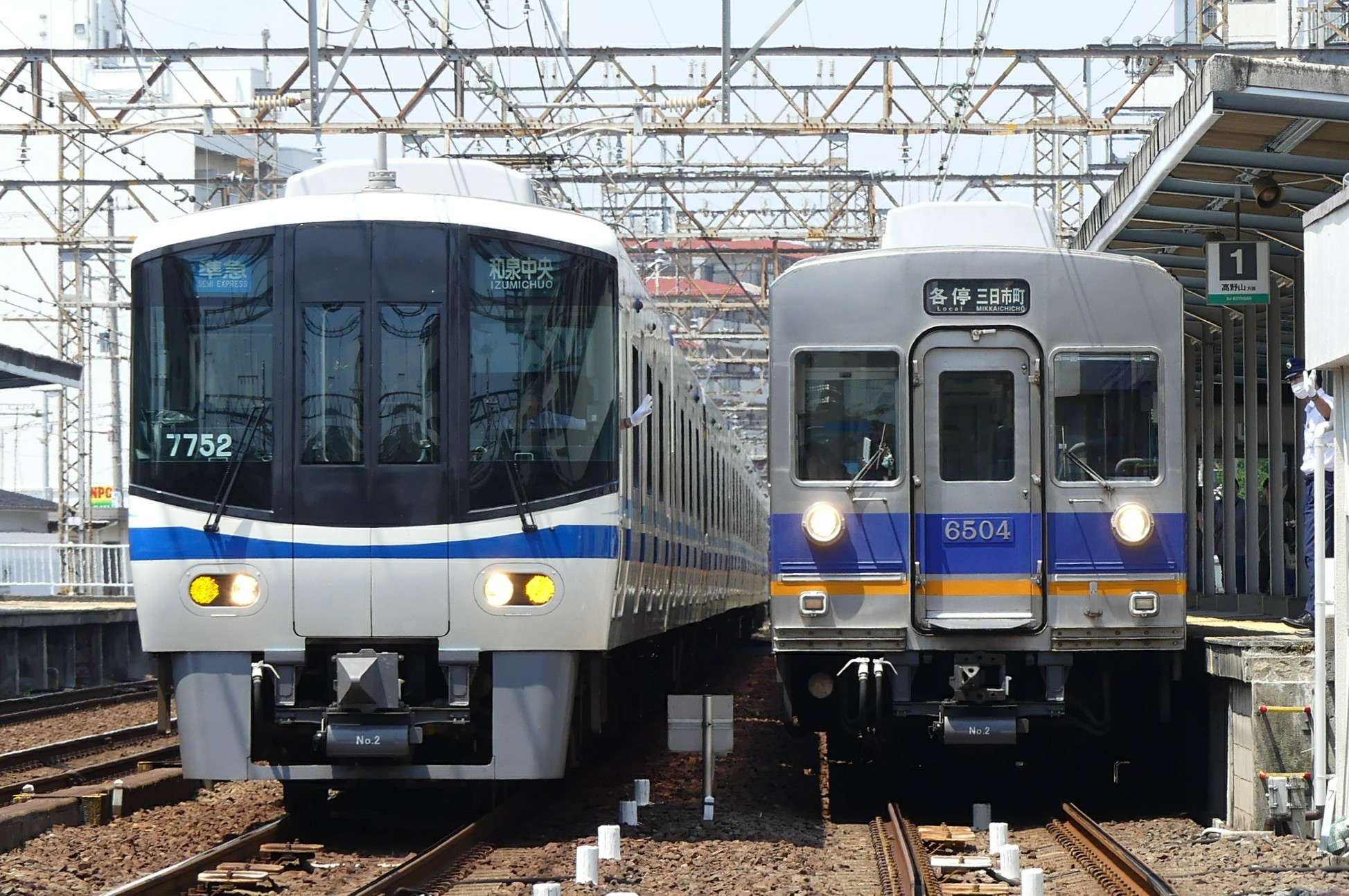
私鉄の「準急」の例（南海高野線において泉北高速鉄道の準急が各駅停車を追い抜く）

2022年現在、準急という種別の列車は私鉄・地下鉄の一部で運行されている。また、「準急」の名がつく派生種別を運行している事業者もある。
扱いについては各事業者一様ではないが、多くの事業者に共通することは、料金不要の優等列車のうち、原則として通過運転を行う列車で最も停車駅の多い種別という扱いになっていることである。なお、優等列車として準急料金が必要な列車（いわゆる旧国鉄の準急に相当する列車）は2015年時点では津軽鉄道で毎年12月1日 - 3月31日に運行しているストーブ列車のみである。
私鉄では西日本の事業者に設定されることが多く、関西の大手私鉄では2022年現在、5社全てに準急列車が設定されている。関東の大手私鉄では準急は廃止・未設定の事業者が多く、2022年現在は5社のみの設定となる。
特急や一部の急行とは異なり、専用の車両を使用する事業者はなく、基本的に一般車両（大手私鉄では通勤形車両）が使用される。なお、津軽鉄道で毎年12月1日 - 3月31日に運行されるストーブ列車には客車が使用される。
大半の私鉄の準急は、都市部では急行などの上位の速達種別と同じ（または少し多い）停車駅で運行し郊外では各駅に停車するという区間急行的な種別として設定されている。このほかには、全区間で通過運転をするが急行よりも停車駅の多い種別として設定される、区間急行とともに運転され、区間急行よりも通過運転区間が短い種別として設定されるなどの例がある。

### 準急の運行形態の例

#### 東武鉄道
東武鉄道では、本線と東上線で性質がやや異なっている。
本線（伊勢崎線〈東武スカイツリーライン区間を含む〉・日光線）では、東京メトロ半蔵門線直通列車の列車種別として主に朝ラッシュ時間帯で運転され、新越谷駅を境に都市側では急行と同じ停車駅で運行され、郊外側では各駅に停車して中距離利用者の速達性向上と輸送力確保としての立場となっている。本線には準急の派生種別である区間準急も運行されており、こちらは自社線内完結運用を原則として浅草駅 - 北千住駅間も各駅に停車し、準急と同じ停車駅であっても北千住発着となる列車も区間準急として案内される。もともとは本線の中距離列車として、伊勢崎線、日光線、宇都宮線の全線にわたって運行され、北千住駅 - 東武動物公園駅間（一部は北千住駅 - 太田駅）間で通過運転をし、それ以外を各駅に停車する列車として存在し、本線における料金不要の優等列車として最も長い歴史があった。同列車は2006年3月18日のダイヤ改正で区間急行に名称変更されたが、準急が通過運転をする曳舟駅 - 北千住駅間を各駅に停車する一方で、準急が各駅に止まる越谷駅 - 東武動物公園駅も通過運転を実施することから、区間によって現行の準急との上下関係が逆転する。
一方で東上線では、池袋駅 - 成増駅間では上板橋駅のみ停車、成増駅より郊外側では各駅に停車することによって、郊外において各駅停車を補完する列車として存在する。

#### 小田急電鉄
小田急電鉄小田原線の準急は、2018年3月16日までは登戸駅を境に、上りでは急行と同じ停車駅で運行し、下りでは各駅に停車する、区間急行的な種別として設定されていた（2018年3月17日以降は、急行通過駅の千歳船橋駅・祖師ヶ谷大蔵駅・狛江駅が停車駅に追加されている）。上り方面行き（東京メトロ千代田線および常磐緩行線直通と2018年3月16日までの新宿駅行き）に関しては、登戸駅以西の駅（新百合ヶ丘駅、町田駅など）では「登戸まで各駅に停まります」とアナウンスされるが、実質、登戸駅の1つ前である向ヶ丘遊園駅から急行運転とみなされており、同駅からの複々線区間では原則として、2018年3月16日までは急行線、2018年3月17日からは緩行線を走行するが通過運転を行う（反対に、下り方面では登戸駅から各駅停車同様のアナウンスに切り替わる）。2014年のダイヤ改正から2018年3月16日までは、多摩線（新百合ヶ丘駅 - 唐木田駅）でも平日朝の下り（新宿駅発、唐木田駅行き）1本のみ運行されていた。

#### 東急電鉄
東急電鉄田園都市線の準急は一般的な私鉄の準急とは異なり、郊外側の長津田駅 - 中央林間駅間が各駅に停車する他に都市側の渋谷駅 - 二子玉川駅間（および直通運転している東京メトロ半蔵門線内）でも各駅に停車する。2019年までは都市側のみ各駅に停車していた。これは2007年に平日朝ラッシュ時上りのみに運行することを目的として新たに設定された種別であり、朝ラッシュ時の上り線の二子玉川駅 - 渋谷駅間において、各駅停車の乗客が途中の桜新町駅における急行の通過待ちを嫌って急行電車に殺到することにより混雑率の増大ならびに列車遅延が発生していたことを踏まえ、この区間を各駅に停車させこの通過待ちをなくすことで混雑率の均等化を図り、路線全体の遅延を抑制するためであった。

#### 名古屋鉄道
名古屋鉄道では路線ごとに性格が異なる。犬山線と瀬戸線のものは、他社でよく見られるような、都市部では急行停車駅に停車して郊外では各駅に停車、というようなパターンである。そのほかの路線については、名古屋本線では8駅、常滑線では2駅、急行よりも停車駅が多くなっている。また、豊川線・河和線・空港線・津島線（上りにのみ設定）・尾西線（佐屋駅 - 須ヶ口駅間の上りにのみ設定）においても準急が設定されているが、これらの路線内での停車駅は急行と同一である。
1990年から2005年までは瀬戸線以外では準急の設定がなかった。

#### 京阪電気鉄道
京阪電気鉄道では他の私鉄の一般的な種別立てと異なり、急行より下位、区間急行より上位という位置づけとなっている。そのためか、他の私鉄で準急に使われている英語名「Semi-exp.」は区間急行に割り当てられ、準急には一般に区間急行で使われる「Sub-exp.」の英語名が割り当てられている。また、準急は萱島駅以降は各駅である。

#### 阪急電鉄
阪急電鉄の準急はいずれも、現在は一般的な私鉄の準急と同様に郊外側で各駅に停車する。しかし、京都本線で2001年まで運転されていた茨木市駅発（土曜日は高槻市駅発）梅田駅行き準急は東急電鉄田園都市線の準急とほぼ同様に、郊外側の高槻市駅 - 淡路駅では急行（現・準特急）と同じ停車駅で運行し、都市側の淡路駅 - 梅田駅では各駅に停車していた。

#### 阪神電気鉄道
阪神電気鉄道では、阪神なんば線において、直通先の近鉄奈良線で準急として運転される列車が線内でも準急として運転されているが、自社線内は各駅に停車する。2009年3月19日までは、本線で通過駅のある種別として運行されていた。本線での準急は、ラッシュ時に各駅停車用車両が不足することと、一部の駅のホームの有効長が4両分しかないなどの事情から「主にラッシュ時に運転される、6両編成の急行用車両を用いて普通を補完するための列車」という位置づけであった。前述のホーム有効長の問題と高加減速性能を有する各駅停車用車両を使用した普通列車との性能差を調整するためにごく一部の駅を通過扱いにしているだけで、2駅連続して通過する区間が皆無であった。

### 列車一覧
- 表中の「派生種別」については準急の派生に限る。特急・急行など他の派生種別は各項を参照。
- 地下鉄については別枠でまとめた。
- 「×」表記のものはかつて運行されていた運行会社・路線および派生種別。
- 表中の「廃止日」は、原則として当該列車が設定されなくなったダイヤ改正日を示すが、一部は運行された最終日を記載しているものもある。

| 運行事業者  | 運行路線      | 運行路線   | 派生種別 | 備考              |
| 運行事業者  | 通過駅あり    | 各駅に停車 | 派生種別 | 備考              |
| ----------- | ------------- | ---------- | -------- | ----------------- |
| ×定山渓鉄道 | ×定山渓鉄道線 |            |          | 1964年10月1日廃止 |
| 津軽鉄道    | 津軽鉄道線    |            |          |                   |

| 運行事業者    | 運行路線      | 運行路線                        | 派生種別                                       | 備考 |
| 運行事業者    | 通過駅あり    | 各駅に停車                      | 派生種別                                       | 備考 |
| ------------- | ------------- | ------------------------------- | ---------------------------------------------- | --- |
| ×上信電鉄     | ×上信線       |                                 |                                                | 1996年10月1日廃止 |
| ×秩父鉄道     | ×秩父本線     |                                 |                                                | 1990年代まで運行 |
| 西武鉄道      | 新宿線        | 拝島線                          |                                                | |
| 西武鉄道      | 池袋線        | 西武有楽町線 狭山線 ×西武秩父線 | 通勤準急 ×区間準急                             | |
| 東武鉄道      | 伊勢崎線      | 日光線 ×宇都宮線                | 区間準急 ×準急A ×準急B                         | 現在の準急は2006年3月18日に従来の半蔵門線直通タイプの区間準急を名称変更し設定されたものであり、2006年3月17日以前は現在の区間急行が準急を名乗っていた。 |
| 東武鉄道      | 東上本線      |                                 |                                                | |
| ×京成電鉄     | ×本線 ×押上線 |                                 | ×通勤準急                                      | 1968年11月9日廃止 |
| ×京王電鉄     | ×京王線       |                                 | ×通勤準急                                      | 1963年10月1日廃止 |
| 東急電鉄      | 田園都市線    |                                 |                                                | |
| ×京急電鉄     | ×本線         |                                 |                                                | 1954年7月6日廃止 |
| ×相模鉄道     | ×本線         |                                 |                                                | 小田急線本厚木駅まで乗入れ。1964年11月5日廃止。 |
| 小田急電鉄    | 小田原線      | ×江ノ島線 ×多摩線               | ×特別準急 ×快速準急 通勤準急 ×桜準急 ×区間準急 | 江ノ島線の準急は2002年3月22日廃止 多摩線の準急は2018年3月16日廃止                                                                                      |
| ×箱根登山鉄道 |               | ×鉄道線                         |                                                | 2008年3月廃止 |

| 運行事業者    | 運行路線 | 運行路線             | 派生種別 | 備考 |
| 運行事業者    | 通過駅あり | 各駅に停車           | 派生種別 | 備考 |
| ------------- | --- | -------------------- | -------- | --- |
| 名古屋鉄道    | 名古屋本線 ×竹鼻線 犬山線 ×一宮線 ×広見線 ×八百津線 ×各務原線 ×小牧線 常滑線 河和線 津島線 ×西尾線 ×蒲郡線 ×三河線 | 豊川線 空港線 尾西線 |          | 一宮線の準急は1959年4月1日廃止 竹鼻線の準急は1970年12月25日廃止 三河線の準急は1971年12月27日改正から1974年9月17日改正までに廃止 広見線の準急は1971年12月27日改正から1974年9月17日改正までに廃止 蒲郡線の準急は1974年9月17日改正以降に廃止（1974年9月17日時点では線内各駅停車） 小牧線の準急は1975年9月16日廃止 八百津線の準急は1977年3月20日廃止 各務原線の準急は2011年3月26日廃止 西尾線の準急は2019年3月16日廃止 |
| 名古屋鉄道    | 瀬戸線 |                      |          | |
| 近畿日本鉄道  | 名古屋線 ×山田線 ×志摩線 ×湯の山線                                                                                 | ×鈴鹿線 ×鳥羽線      |          | 志摩線の準急は1969年12月10日廃止 湯の山線の準急は1971年12月8日廃止 山田線・鳥羽線・鈴鹿線の準急は1983年3月18日廃止 |
| ×三重電気鉄道 | ×湯の山線 |                      |          | 1964年3月23日から近畿日本鉄道合併まで運行、合併後も運行継続 |
| ×伊勢電気鉄道 | ×本線 |                      |          | 参宮急行電鉄合併まで運行、合併後も運行継続 |

| 運行事業者    | 運行路線   | 運行路線   | 派生種別      | 備考                                                     |
| 運行事業者    | 通過駅あり | 各駅に停車 | 派生種別      | 備考                                                     |
| ------------- | ---------- | ---------- | ------------- | -------------------------------------------------------- |
| ×新潟交通     | ×電車線    |            |               | 1971年以降に廃止                                         |
| ×越後交通     | ×栃尾線    |            |               | 1967年6月20日廃止                                        |
| ×富山地方鉄道 | ×本線      |            |               | 1982年冬ダイヤまで存在した                               |
| ×北陸鉄道     | ×石川線    |            | ×準急A ×準急B | 2006年11月30日廃止                                       |
| ×北陸鉄道     | ×浅野川線  |            |               | 1970年廃止                                               |
| ×北陸鉄道     | ×山中線    |            |               | 1969年廃止                                               |
| ×福井鉄道     | ×福武線    | ×鯖浦線    |               | 鯖浦線の準急は1972年廃止 福武線の準急は2004年10月1日廃止 |

| 運行事業者    | 運行路線        | 運行路線                 | 派生種別     | 備考 |  |
| 運行事業者    | 通過駅あり      | 各駅に停車               | 派生種別     | 備考 |  |
| ------------- | --------------- | ------------------------ | ------------ | --- |  |
| 近畿日本鉄道  | 大阪線          | ×信貴線                  | 区間準急     | 信貴線の準急は1967年12月20日廃止 |  |
| 近畿日本鉄道  | 奈良線          | 難波線                   | 区間準急     | |  |
| 近畿日本鉄道  | 京都線          | ×橿原線 ×天理線          |              | 橿原線・天理線の準急は1972年11月7日廃止 |  |
| 近畿日本鉄道  | 南大阪線        | 吉野線 御所線 長野線     |              | |  |
| ×奈良電気鉄道 | ×奈良電気鉄道線 |                          |              | 近畿日本鉄道合併まで運行、合併後も運行継続 |  |
| 南海電気鉄道  | 南海本線        |                          |              | 1994年9月3日までは、同じ「準急」でも停車駅の違いで色分けされており、堺駅以南の各駅に停車するものを「青準急」、泉佐野駅以南の各駅に停車するものを「赤準急」として区分していた。赤準急は現在の「区間急行」に相当する。 |  |
| 南海電気鉄道  | 高野線          | 泉北線                   |              | |  |
| ×阪和電気鉄道 | ×本線           |                          |              | 1940年8月8日廃止 |  |
| 京阪電気鉄道  | 京阪本線        | 鴨東線 中之島線 ×交野線  | 通勤準急     | 交野線の準急は2008年10月19日廃止 |  |
| 京阪電気鉄道  | ×京津線         | ×石山坂本線              |              | 石山坂本線の準急は1981年1月9日廃止 京津線の準急は1997年10月12日廃止 |  |
| 阪急電鉄      | 神戸本線 今津線 |                          |              | 線形の都合上、特急停車駅である西宮北口駅を通過する。 |  |
| 阪急電鉄      | 宝塚本線        | ×箕面線                  | ×通勤準急    | 箕面線の準急は2018年7月7日廃止 |  |
| 阪急電鉄      | 京都本線 千里線 |                          | （堺筋準急） | 天神橋筋六丁目方面の千里線は便宜上「堺筋準急」と称する |  |
| 阪神電気鉄道  | ×本線           | 阪神なんば線             | 区間準急     | 阪神なんば線の準急は近鉄奈良線内準急となる列車のみであり、自社線内は各駅に停車する。 本線の準急は2009年3月20日廃止。                                                                                                 |  |
| 神戸電鉄      | 有馬線          | 三田線 粟生線 神戸高速線 |              | |  |
| ×山陽電気鉄道 | ×本線           |                          |              | 1943年3月4日廃止 |  |
| ×淡路交通     | ×鉄道線         |                          |              | 1966年10月1日廃止 |  |

| 運行事業者        | 運行路線   | 運行路線        | 派生種別 | 備考              |
| 運行事業者        | 通過駅あり | 各駅に停車      | 派生種別 | 備考              |
| ----------------- | ---------- | --------------- | -------- | ----------------- |
| ×高松琴平電気鉄道 | ×琴平線    |                 |          | 1991年3月16日廃止 |
| ×土佐電気鉄道     | ×後免線    | ×安芸線 ×伊野線 |          | 廃止時期不明      |

| 運行事業者                         | 運行路線   | 運行路線   | 派生種別 | 備考                                         |
| 運行事業者                         | 通過駅あり | 各駅に停車 | 派生種別 | 備考                                         |
| ---------------------------------- | ---------- | ---------- | -------- | -------------------------------------------- |
| 東京地下鉄 （東京メトロ）          | ×有楽町線  |            |          | 2010年3月6日廃止                             |
| 東京地下鉄 （東京メトロ）          |            | 半蔵門線   |          | 東武伊勢崎線および東急田園都市線への直通運転 |
| 東京地下鉄 （東京メトロ）          |            | 千代田線   |          | 小田急小田原線への直通運転                   |
| 大阪市高速電気軌道 （Osaka Metro） |            | 堺筋線     |          | 阪急京都線への直通運転                       |

### 準急の派生種別
準急の派生種別として通勤種別の通勤準急や、準急よりもさらに通過駅が少なく各駅停車区間が長い区間準急がある。このほか、過去には快速準急、準急A、準急Bなどといった派生種別を用いた鉄道事業者が存在した。

#### 通勤準急
| 運行事業者   | 運行線区   | 運行線区        | 英語表記              | 備考 |
| 運行事業者   | 通過駅あり | 各駅に停車      | 英語表記              | 備考 |
| ------------ | ---------- | --------------- | --------------------- | --- |
| 西武鉄道     | 池袋線     |                 | Commuter Semi Express | 石神井公園駅を通過する準急列車。2008年6月14日のダイヤ改正までは練馬も通過していた。全列車が朝ラッシュ時に小手指駅発池袋行きの上り列車として運転されている。同時間帯には地下鉄線へ直通する通常の準急も運転されている。いずれの列車もひばりヶ丘で急行・快速急行の追い抜きがある。かつては飯能・所沢始発上りや池袋発小手指・所沢行きの下りなども設定されていた。 |
| 小田急電鉄   | 小田原線   |                 | Commuter Semi Express | 経堂駅以西にも通過駅がある準急列車。かつて、1960年3月25日のダイヤ改正で設定されたが、1964年11月5日に快速準急の設定により、日中の準急がなくなったため区別の意味がなくなり、準急に改称するため廃止されていた。その後、2018年3月17日のダイヤ改正に伴い、2018年3月19日より運行を再開した。                                                                        |
| 京阪電気鉄道 | 京阪本線   | 鴨東線 中之島線 | Commuter Sub-exp.     | 守口市駅を通過する準急列車。2008年10月19日ダイヤ改正に伴い、2008年10月20日から運行を開始。同改正以前は、準急は時間帯によって守口市を通過するものと停車するものの両方が存在しており（以前は日中以外は守口市を通過していた）、この改正で守口市を通過する準急を「通勤準急」として独立させたものである。                                                          |

| 運行事業者 | 運行線区    | 運行線区   | 備考 |
| 運行事業者 | 通過駅あり  | 各駅に停車 | 備考 |
| ---------- | ----------- | ---------- | --- |
| 京成電鉄   | 本線 押上線 |            | 最初に「通勤準急」を用いた事業者（1957年12月1日運行開始）。1968年11月9日に準急とともに廃止。 1964年10月1日改正で浅草線への直通開始。定期列車として初の地下鉄線直通の優等列車になった。 |
| 都営地下鉄 |             | 浅草線     | 最初に「通勤準急」を用いた事業者（1957年12月1日運行開始）。1968年11月9日に準急とともに廃止。 1964年10月1日改正で浅草線への直通開始。定期列車として初の地下鉄線直通の優等列車になった。 |
| 東武鉄道   | 伊勢崎線    | 日光線     | 2006年3月17日改正より急行に名称変更し通勤時間帯以外にも運行時間を拡大。 |
| 京王電鉄   | 京王線      | 京王線     | 運行期間・停車駅など不明。 |
| 小田急電鉄 |             | 江ノ島線   | 1964年11月4日廃止。小田原線では同日廃止後、上記の通り運行を再開。 |
| 阪急電鉄   | 宝塚本線    | 箕面線     | 1997年11月16日改正で運転を開始。当時の宝塚本線では、高架化工事が進行中であり、曽根駅の待避線が使えなくなった。そのため、平日朝の各駅停車の一部を置き換え、同時に登場した通勤急行と千鳥停車を行うことによって、豊中 - 十三間の途中駅の利便性を極力下げない配慮と急行・特急のスピードダウンをさせないために登場した種別だった。2000年に高架化工事が一段落すると、通勤急行と共に廃止。2003年8月30日に停車駅を急行と同じものとし再登場したが、2015年3月21日改正で廃止。 |

#### 区間準急
| 運行事業者   | 運行線区   | 運行線区     | 英語表記              | 備考 |
| 運行事業者   | 通過駅あり | 各駅に停車   | 英語表記              | 備考 |
| ------------ | ---------- | ------------ | --------------------- | --- |
| 東武鉄道     | 伊勢崎線   | 日光線       | Section Semi Express  | 最初に「区間準急」を用いた事業者。運行時期により、停車駅や通過運転を行う区間の設定に差違が生じている。 1. 1997年の登場時は、北千住駅発着で、北千住駅 - 新越谷駅間 2. 2003年より営団（→東京メトロ）半蔵門線・東急田園都市線直通で曳舟駅 - 新越谷駅間、または線内完結運用かつ北千住駅 - 新越谷駅。 3. 2006年より浅草駅・北千住駅（つまり東武線内）発着で北千住駅 - 新越谷駅間 |
| 近畿日本鉄道 | 奈良線     | 難波線       | Suburban Semi-Express | 阪神なんば線の区間準急が直通乗り入れしている。 日中と深夜（土休日の上りはない）運転 |
| 近畿日本鉄道 | 大阪線     |              | Suburban Semi-Express | 日中と早朝の上りに運転 |
| 阪神電気鉄道 |            | 阪神なんば線 | Suburban Semi-Express | 近鉄奈良線の区間準急が直通乗り入れしている。なお、阪神電鉄線内は各駅に停車する。 日中と深夜（土休日の上りはない）運転。 |

| 運行事業者 | 運行線区   | 運行線区   | 英語表記             | 備考 |
| 運行事業者 | 通過駅あり | 各駅に停車 | 英語表記             | 備考 |
| ---------- | ---------- | ---------- | -------------------- | --- |
| 西武鉄道   | 池袋線     |            |                      | 1998年3月26日改正から2003年3月12日改正まで設定されていた。この列車は池袋 - 練馬間のみ準急運転し、練馬 - 石神井公園間を各駅に停車していた。廃止後も行先表示器の字幕自体は新タイプを含めそのまま存在している。 なお、ダイヤが乱れている等で池袋線と有楽町線・副都心線との直通運転を中止した時に、練馬 - 石神井公園間に停車する列車が激減することを救済する目的で準急が練馬以降各駅停車となる場合には、池袋駅で『区間準急』と案内されることがある。 |
| 小田急電鉄 | 小田原線   | 多摩線     | Section Semi Express | 小田原線複々線化工事に伴う東北沢駅待避設備撤去により、新宿から複々線区間の入口である梅ヶ丘駅までの間を上位種別の列車から逃げ切り運転することを目的に、普通列車を格上げする形で新設された。設定された事情が他社の同種別とは異なるため、全運転区間に対する通過運転区間の割合が非常に短い点が特徴で、新宿駅における発着ホームや使用車両など旅客案内上、運用上は各駅停車と同様に扱われていた。 2016年3月のダイヤ改正をもって廃止された。             |

#### 快速準急
小田急電鉄が1964年から1972年まで小田原線に設定していた種別で、同線の準急を昼間時に速達化する目的で運行されていたものである。

#### 準急A・準急B
東武鉄道と北陸鉄道がかつて停車駅別に準急を区別する際に用いていた種別である。東武鉄道では伊勢崎線、北陸鉄道では石川線にそれぞれ設定されていた。
東武鉄道では伊勢崎線の準急Aは日中の伊勢崎発着のみ設定されていたが、準急Bは東武日光線直通列車を含め全時間に設定され、複々線を擁する北千住駅 - 北越谷駅間では急行線の基礎列車の役割も果たしていた。なお、東武時刻表の当該路線のページには単に準急と記載され、準急の種類は分別していなかった。準急Bの停車駅は現在の区間急行にそのまま引き継がれている。
北陸鉄道では曽谷駅を通過する準急を準急A、同駅に停車する準急を準急Bとしていた。準急Aと準急Bが30分間隔で毎時各1本ずつ設定され、昼間帯は準急Aが全区間、準急Bが野町駅 - 鶴来駅間の区間運転となっていたが、1995年（平成7年）3月30日のダイヤ改正で準急に統一され消滅した。

## 准急
西日本鉄道では準急に相当する列車種別として准急（じゅんきゅう）という列車種別が存在した。同社では1958年4月1日に准急が廃止されるまで一貫して「准」表記を使用しており、「“準”急」が設定されたことはない。

## 日本国外の同種列車
日本国外の列車は日本の列車種別を明確に当てはめることは難しいが、台湾の台湾鉄路管理局における座席指定優等列車である復興号は日本国有鉄道（国鉄）の準急列車に相当する列車種別として扱われることがある。ただし運賃制度上は座席指定の有無以外は区間車・区間快車と同格であるため、全席指定の快速列車に相当する場合もある。

## 路線バスにおける準急
路線バスにおいては下記の会社・路線にて運行されている。
- 京王バス（東京都）：高24系統　高尾駅南口 - 医療センター - 館中学校前 - 穎明館高校前 - 館ヶ丘団地
- 西武バス（埼玉県・東京都）
  - 入市40（準急）：入間市駅 → 扇町屋 → 東金子 → 三井アウトレットパーク
  - 入市51（準急）：入間市駅 → 扇町屋 → 東金子 → 三井アウトレットパーク前 → 東野高等学校入口 → 入間市博物館
  - 入市53（準急）：入間市駅 → 扇町屋 → 東金子 → 三井アウトレットパーク前 → 二本木 → 元狭山 → 二本木地蔵前
  - 入市54（準急）：入間市駅 → 扇町屋 → 東金子 → 三井アウトレットパーク前 → 二本木 → 元狭山 → 病院前 → 箱根ケ崎駅
- 阪急バス（兵庫県）：川西バスターミナル - 湯山台・けやき坂・清和台営業所・日生中央
- 南海バス（大阪府）：S11系統　住之江公園駅前 - 松屋大和川通三丁 - 松屋大和川通 - 匠町
- 神姫バス（兵庫県）
  - 11系統　新三田駅 - センチュリープラザ前 - 関西学院前 - みなぎ台 - 渡瀬
  - 55系統　新三田駅 - センチュリープラザ前 - 三田西陵高校前 - 関西学院前 - 相野駅 - つつじが丘北口
- サンデン交通（山口県）：下関 - 青海島  下関 → 美祢駅
- 鹿児島交通（鹿児島県）：鹿児島 - 加世田
- 佐賀市交通局（佐賀市営バス・佐賀県）：佐賀駅バスセンター - 佐賀空港